# Lars Widenfalk
Lars Georg Nikolaus Widenfalk, född 31 juli 1954 i Sveg i Härjedalen, är en svensk skulptör. 
Lars Widenfalk utbildade sig i arkeologi och konstvetenskap vid Uppsala universitet, samt vid Statens Kunstakademi i Oslo 1982–1985.

## Verksamhet
Lars Widenfalk arbetar i olika material som brons och is, men framför allt i sten, oftast marmor och granit. Han kombinerar ofta sten med kristallglas, i samarbete med sin fru Alena Matejka, som är utbildad inom den böhmiska glastraditionen och är den som introducerat honom till glas.
Han tidigaste verk var ofta realistiska och figurativa, men han gör numera skulpturer med ett symboliskt uttryck. Många av hans verk bygger på temat kring rum och människa. Rummet är vanligtvis öppet i enkla geometriska former.
Ett av hans arbeten är den svarta fiolen Blackbird, gjord av diabas under två års tid efter ritningar av Antonio Stradivari (Stradivarius), men med vissa tekniska justeringar för att den ska kunna spelas på. Tunnast är stenen bara 2,5 mm tjock. De tunna väggarna i resonanslådan är konturskuren med vatten och därefter bearbetad med handverktyg. 
Installationen Cross My Arms, i S:t Agostino, Pietrasanta, Italien, 2011, bestod av tolv relativt enhetliga skulpturer av jungfrur med armarna i kors över bröstet, gjord av vit marmor. En annan liknande skulptur är Listen to Your Heart, en kvinna med korsade armar, gjort i granit med en höjd av 260 cm.
Han har haft utställningar i bland annat Norge, Danmark, Tjeckien och Italien. Lars Widenfalk är representerad i bland annat Riksdagshuset i Stockholm, Sundsvalls museum och Göteborgs konstmuseum. I Norge är han inköpt av Norsk Kulturråd och representerad i Samtidsmuseet (Riksgalleriet).
Han fick Skulptörförbundets Sergelstipendium 2016.

## Offentliga verk i urval
- Morphaeus, bohusgranit, Sti for øye, Fossnes, Stokke kommun i Norge

## Bildgalleri

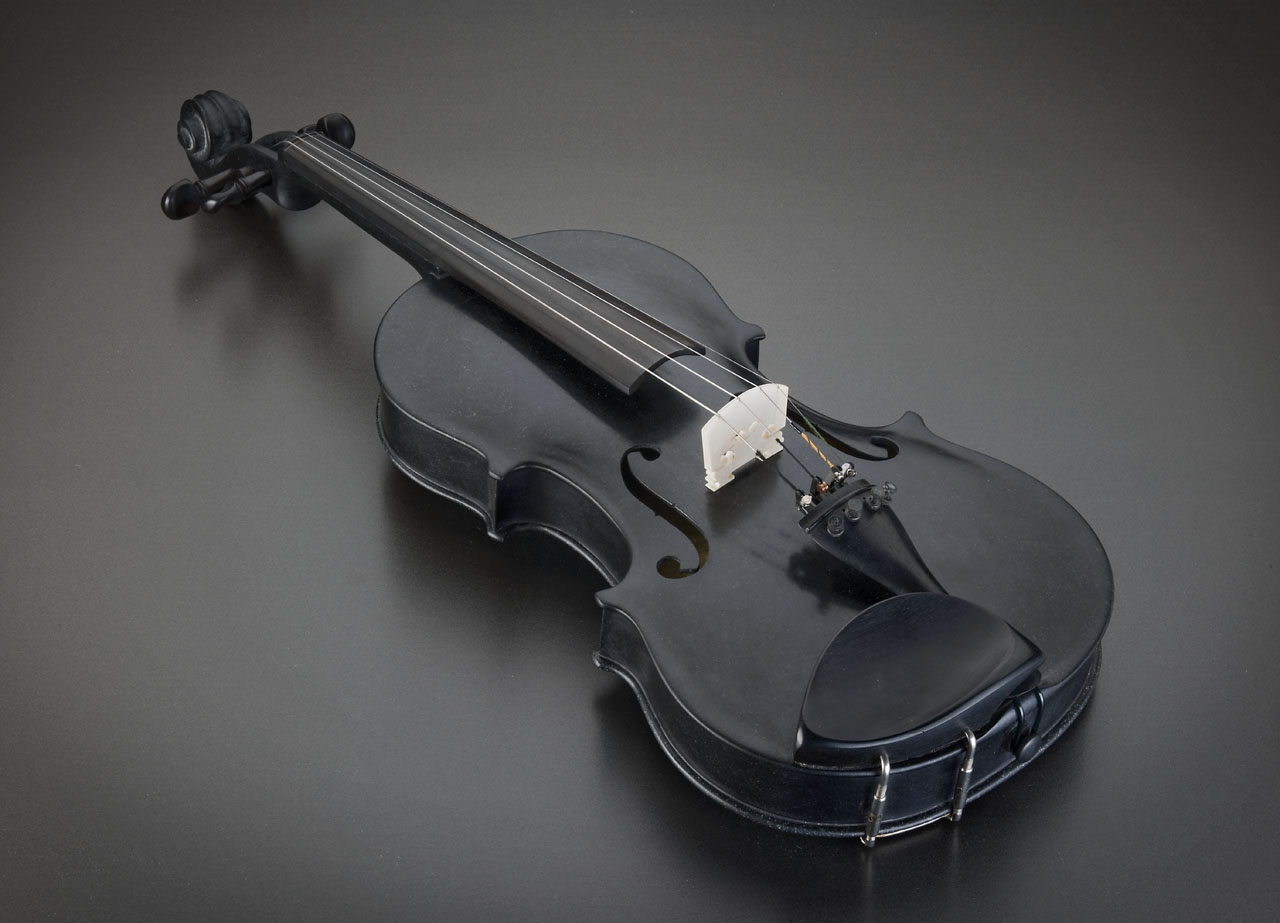
Fiolen Blackbird
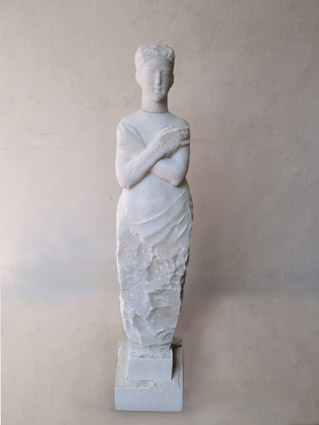
Cross my Heart (marmor)
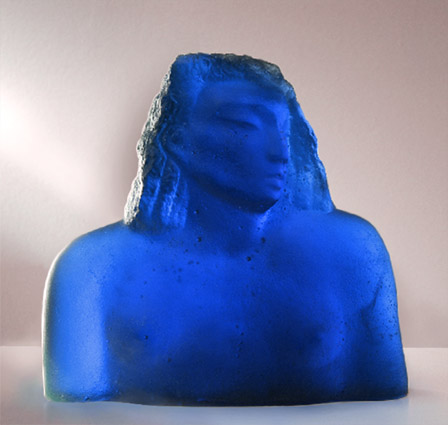
Blue Lady (blått glas)